# HyperTalk
HyperTalk — язык программирования высокого уровня, использовался в системе визуализации и сбора информации HyperCard в качестве скриптового языка. 
Язык является объектно-ориентированным, динамически типизированным, использует псевдо-переменные и контекстно зависимый многовариантный синтаксис. Синтаксис языка напоминает выражения обычного английского языка, рекомендуется для изучения в школах.
Язык получил дальнейшее развитие в системах:
- MetaCard — клон системы HyperCard для Unix,
- LiveCode — кросс-платформенная среда на базе MetaCard для систем Linux, Windows, MacOS, Android.[1]

и множества других под общим названием xTalk.